# Deutsche Tourenwagen Masters 2020
La stagione 2020 del Deutsche Tourenwagen Masters è stata la ventunesima edizione dell'omonimo campionato, da quando la serie è stata ripresa nel 2000. Sarebbe dovuta iniziare il 25 aprile 2020 al Circuito di Zolder e concludersi il 4 ottobre 2020 sul circuito di Hockenheim, ma in seguito alla pandemia di COVID-19 l'inizio del campionato è stato spostato al 2 agosto sul circuito di Spa-Francorchamps, per concludersi, dopo 10 prove, il 7 novembre all'Hockenheimring.
Il campionato segue per il secondo anno di fila i regolamenti noti come "Class One". Prenderanno parte al campionato solamente due costruttori: l'Audi campione in carica e la BMW; l'Aston Martin e il team R-Motorsport che gestiva le vetture della casa inglese hanno deciso nella passata stagione di ritirarsi.
Il titolo piloti è stato conquistato da René Rast per il secondo anno di fila.

## Scuderie e piloti
| Costruttore | Vettura            | Scuderia                       | #  | Pilota                 | Gare    |
| ----------- | ------------------ | ------------------------------ | -- | ---------------------- | ------- |
| Audi        | Audi RS5 Turbo DTM | Audi Sport Team Abt Sportsline | 4  | Robin Frijns           | 1-10    |
| Audi        | Audi RS5 Turbo DTM | Audi Sport Team Abt Sportsline | 51 | Nico Müller            | 1-10    |
| Audi        | Audi RS5 Turbo DTM | Audi Sport Team WRT            | 10 | Harrison Newey         | 1-10    |
| Audi        | Audi RS5 Turbo DTM | Audi Sport Team WRT            | 13 | Fabio Scherer          | 1-10    |
| Audi        | Audi RS5 Turbo DTM | Audi Sport Team WRT            | 62 | Ferdinand von Habsburg | 1-10    |
| Audi        | Audi RS5 Turbo DTM | Audi Sport Team Phoenix        | 28 | Loïc Duval             | 1-7, 10 |
| Audi        | Audi RS5 Turbo DTM | Audi Sport Team Phoenix        | 19 | Benoit Tréluyer        | 8-9     |
| Audi        | Audi RS5 Turbo DTM | Audi Sport Team Phoenix        | 99 | Mike Rockenfeller      | 1-10    |
| Audi        | Audi RS5 Turbo DTM | Audi Sport Team Rosberg        | 33 | René Rast              | 1-10    |
| Audi        | Audi RS5 Turbo DTM | Audi Sport Team Rosberg        | 53 | Jamie Green            | 1-10    |
| BMW         | BMW M4 Turbo DTM   | Orlen Team ART                 | 8  | Robert Kubica          | 1-10    |
| BMW         | BMW M4 Turbo DTM   | BMW Team RMG                   | 11 | Marco Wittmann         | 1-10    |
| BMW         | BMW M4 Turbo DTM   | BMW Team RMG                   | 16 | Timo Glock             | 1-10    |
| BMW         | BMW M4 Turbo DTM   | BMW Team RMR                   | 22 | Lucas Auer             | 1-10    |
| BMW         | BMW M4 Turbo DTM   | BMW Team RMR                   | 27 | Jonathan Aberdein      | 1-10    |
| BMW         | BMW M4 Turbo DTM   | BMW Team RBM                   | 25 | Philipp Eng            | 1-10    |
| BMW         | BMW M4 Turbo DTM   | BMW Team RBM                   | 31 | Sheldon van der Linde  | 1-10    |

## Calendario
Il 19 settembre 2019 è stato annunciato il calendario che comprende dieci gare, quattro delle quali si terranno in Germania e sei al di fuori del territorio tedesco. Rispetto all'anno precedente, il calendario ha subito diverse modifiche:
- La sede della gara italiana è stata spostata dal circuito di Misano all'Autodromo Nazionale di Monza.[5]
- È stata aggiunta una gara in Svezia all'Anderstorp Raceway.[6]
- L'Hockenheimring ospita una sola una gara invece delle solite due, con il circuito di Zolder che aprirà la stagione.[6]
- La Russia tornerà in calendario per la prima volta dal 2017, con una gara sul circuito di Igora Drive.[7]

In seguito alla pandemia di COVID-19 il calendario è stato nuovamente rivisto per poter ospitare tutte le prove entro la fine del 2020: la gara di Monza è stata cancellata, così come la tappa svedese del circuito di Anderstorp e la prova britannica sul circuito di Brands Hatch; è stata aggiunta una prova sul Circuito di Spa-Francorchamps, che non era più nel calendario DTM dal 2005. La stagione sarà preceduta da quattro giorni di test al Nürburgring tra l'8 e l'11 giugno 2020.
| Prova | Circuito                      | Gara 1       | Gara 2       |
| ----- | ----------------------------- | ------------ | ------------ |
| 1     | Norisring                     | 11 luglio    | 12 luglio    |
| 2     | Circuito di Spa-Francorchamps | 1 agosto     | 2 agosto     |
| 3     | EuroSpeedway Lausitz          | 15 agosto    | 16 agosto    |
| 4     | EuroSpeedway Lausitz          | 22 agosto    | 23 agosto    |
| 5     | TT Circuit Assen              | 5 settembre  | 6 settembre  |
| 6     | Nürburgring                   | 12 settembre | 13 settembre |
| 7     | Nürburgring                   | 19 settembre | 20 settembre |
| 8     | Circuito di Zolder            | 9 ottobre    | 11 ottobre   |
| 9     | Circuito di Zolder            | 17 ottobre   | 18 ottobre   |
| 10    | Hockenheimring                | 7 novembre   | 8 novembre   |

## Risultati e classifiche

### Gare
| Gara | Circuito                      | Pole position          | Giro veloce           | Pilota vincitore      | Scuderia vincitrice             | Costruttore vincitore |
| ---- | ----------------------------- | ---------------------- | --------------------- | --------------------- | ------------------------------- | --------------------- |
| 1    | Circuito di Spa-Francorchamps | Robin Frijns           | Nico Müller           | Nico Müller           | Audi Sports Team Abt Sportsline | Audi                  |
| 2    | Circuito di Spa-Francorchamps | René Rast              | René Rast             | Nico Müller           | Audi Sports Team Abt Sportsline | Audi                  |
| 3    | EuroSpeedway Lausitz          | Robin Frijns           | Nico Müller           | Nico Müller           | Audi Sports Team Abt Sportsline | Audi                  |
| 4    | EuroSpeedway Lausitz          | Robin Frijns           | Robin Frijns          | René Rast             | Audi Sport Team Rosberg         | Audi                  |
| 5    | EuroSpeedway Lausitz          | Nico Müller            | Nico Müller           | René Rast             | Audi Sport Team Rosberg         | Audi                  |
| 6    | EuroSpeedway Lausitz          | Robin Frijns           | Lucas Auer            | Lucas Auer            | BMW Team RMR                    | BMW                   |
| 7    | TT Circuit Assen              | Loïc Duval             | Mike Rockenfeller     | Robin Frijns          | Audi Sports Team Abt Sportsline | Audi                  |
| 8    | TT Circuit Assen              | René Rast              | Sheldon van der Linde | Sheldon van der Linde | BMW Team RBM                    | BMW                   |
| 9    | Nürburgring                   | Nico Müller            | Nico Müller           | Nico Müller           | Audi Sports Team Abt Sportsline | Audi                  |
| 10   | Nürburgring                   | Nico Müller            | Robin Frijns          | Robin Frijns          | Audi Sports Team Abt Sportsline | Audi                  |
| 11   | Nürburgring                   | René Rast              | Nico Müller           | Robin Frijns          | Audi Sports Team Abt Sportsline | Audi                  |
| 12   | Nürburgring                   | Robin Frijns           | René Rast             | Nico Müller           | Audi Sports Team Abt Sportsline | Audi                  |
| 13   | Circuito di Zolder            | René Rast              | René Rast             | René Rast             | Audi Sport Team Rosberg         | Audi                  |
| 14   | Circuito di Zolder            | Timo Glock             | Marco Wittmann        | René Rast             | Audi Sport Team Rosberg         | Audi                  |
| 15   | Circuito di Zolder            | René Rast              | René Rast             | René Rast             | Audi Sport Team Rosberg         | Audi                  |
| 16   | Circuito di Zolder            | Ferdinand von Habsburg | René Rast             | René Rast             | Audi Sport Team Rosberg         | Audi                  |
| 17   | Hockenheimring                | René Rast              | René Rast             | Nico Müller           | Audi Sports Team Abt Sportsline | Audi                  |
| 18   | Hockenheimring                | René Rast              | René Rast             | René Rast             | Audi Sport Team Rosberg         | Audi                  |

### Classifica piloti
| Pos. | Pilota                 | SPA | SPA | LAU I | LAU I | LAU II | LAU II | ASS | ASS | NUR I | NUR I | NUR II | NUR II | ZOL I | ZOL I | ZOL II | ZOL II | HOC | HOC | Punti |
| ---- | ---------------------- | --- | --- | ----- | ----- | ------ | ------ | --- | --- | ----- | ----- | ------ | ------ | ----- | ----- | ------ | ------ | --- | --- | ----- |
| 1    | René Rast              | 53  | 31  | 7     | 13    | 12     | 63     | 5   | 51  | 2     | 23    | 21     | 3      | 1     | 13    | 1      | 12     | 21  | 1   | 353   |
| 2    | Nico Müller            | 12  | 13  | 12    | 2     | 21     | 52     | 3   | 3   | 1     | 51    | 53     | 13     | 3     | 9     | 6      | 2      | 12  | 2   | 330   |
| 3    | Robin Frijns           | 91  | 2   | 31    | 41    | 3      | 31     | 12  | 23  | 53    | 12    | 12     | 21     | 23    | Rit   | 23     | Rit3   | 7   | 5   | 279   |
| 4    | Mike Rockenfeller      | 4   | 5   | 11    | 5     | 6      | 11     | 4   | 11  | 4     | 3     | 9      | 7      | 8     | 2     | Rit    | 6      | 6   | 42  | 139   |
| 5    | Timo Glock             | 8   | 13  | 5     | 6     | 4      | 2      | 9   | 6   | 7     | 14    | 10     | 8      | 42    | 41    | 9      | 4      | Rit | 8   | 120   |
| 6    | Sheldon van der Linde  | 15  | 6   | 2     | 15    | 9      | 10     | 7   | 1   | 8     | 6     | 8      | 4      | 6     | 102   | 13     | 7      | 10  | 9   | 108   |
| 7    | Loïc Duval             | 3   | 7   | Rit3  | 8     | 7      | 8      | 21  | 42  | 9     | 4     | Rit    | 9      | 10    | 13    |        |        | 4   | 6   | 108   |
| 8    | Jamie Green            | 2   | 4   | 8     | Rit   | 10     | 4      | Rit | 12  | 13    | 7     | 14     | 15     | Rit   | 15    | 8      | 5      | 3   | 3   | 98    |
| 9    | Marco Wittmann         | 11  | 10  | 4     | 3     | 5      | 9      | 14  | 8   | 3     | 9     | 3      | 5      | 15    | 8     | 10     | 8      | Rit | 11  | 95    |
| 10   | Ferdinand von Habsburg | NP  | 15  | 6     | 10    | 11     | 14     | 8   | 7   | 11    | 15    | 7      | 62     | 7     | 7     | 32     | 101    | 11  | 14  | 68    |
| 11   | Jonathan Aberdein      | 10  | 9   | 14    | 9     | 14     | 7      | 6   | 13  | 10    | 8     | 6      | 10     | 11    | 11    | 4      | Rit    | 53  | 7   | 62    |
| 12   | Lucas Auer             | 7   | 8   | 12    | 14    | 12     | 1      | 11  | 10  | 12    | 11    | 12     | 13     | 12    | 3     | 11     | Rit    | 12  | 16  | 51    |
| 13   | Philipp Eng            | 6   | 11  | 9     | 7     | 8      | 12     | 13  | 9   | 6     | 10    | 4      | 12     | 9     | 14    | 12     | Rit    | 9   | 10  | 48    |
| 14   | Harrison Newey         | 13  | Rit | 10    | 12    | 15     | 13     | 12  | 15  | 14    | 13    | 11     | 11     | 5     | 6     | 7      | 9      | Rit | 13  | 27    |
| 15   | Fabio Scherer          | 12  | 12  | 15    | 11    | 13     | 15     | 15  | Rit | 15    | Rit   | Rit    | 14     | 13    | 5     | 5      | Rit    | Rit | 12  | 20    |
| 16   | Robert Kubica          | 14  | 14  | 13    | 13    | 16     | 16     | 10  | 14  | 16    | 12    | 13     | Rit    | 14    | 12    | Rit    | 3      | 8   | 15  | 20    |
| 17   | Benoit Tréluyer        |     |     |       |       |        |        |     |     |       |       |        |        |       |       | 14     | Rit    |     |     | 0     |
| Pos. | Pilota                 | SPA | SPA | LAU I | LAU I | LAU II | LAU II | ASS | ASS | NUR I | NUR I | NUR II | NUR II | ZOL I | ZOL I | ZOL I  | ZOL I  | HOC | HOC | Punti |

| Colore  | Risultato             |
| ------- | --------------------- |
| Oro     | Vincitore             |
| Argento | 2º posto              |
| Bronzo  | 3º posto              |
| Verde   | Finito a punti        |
| Blu     | Finito senza punti    |
| Viola   | Ritirato (Rit)        |
| Viola   | Non classificato (NC) |
| Rosso   | Non qualificato (NQ)  |
| Nero    | Squalificato (SQ)     |
| Bianco  | Non partito (NP)      |
| Bianco  | Non ha gareggiato     |
| Bianco  | Infortunato (INF)     |
| Bianco  | Escluso (ES)          |
| Bianco  | Gara cancellata (C)   |

### Classifica scuderie
| Pos. | Scuderia                       | Vettura | SPA | SPA | LAU I | LAU I | LAU II | LAU II | ASS | ASS | NÜR I | NÜR I | NÜR II | NÜR II | ZOL II | ZOL II | ZOL II | ZOL II | HOC | HOC | Punti |
| ---- | ------------------------------ | ------- | --- | --- | ----- | ----- | ------ | ------ | --- | --- | ----- | ----- | ------ | ------ | ------ | ------ | ------ | ------ | --- | --- | ----- |
| 1    | Audi Sport Team Abt Sportsline | 4       | 91  | 2   | 31    | 41    | 3      | 31     | 12  | 23  | 53    | 12    | 12     | 21     | 23     | Rit    | 23     | Rit3   | 7   | 5   | 609   |
| 1    | Audi Sport Team Abt Sportsline | 51      | 12  | 13  | 12    | 2     | 21     | 52     | 3   | 3   | 1     | 51    | 53     | 13     | 3      | 9      | 6      | 2      | 12  | 2   | 609   |
| 2    | Audi Sport Team Rosberg        | 33      | 53  | 31  | 7     | 13    | 12     | 63     | 5   | 51  | 2     | 23    | 21     | 3      | 1      | 13     | 1      | 12     | 21  | 1   | 451   |
| 2    | Audi Sport Team Rosberg        | 53      | 2   | 4   | 8     | Rit   | 10     | 4      | Rit | 12  | 13    | 7     | 14     | 15     | Rit    | 15     | 8      | 5      | 3   | 3   | 451   |
| 3    | Audi Sport Team Phoenix        | 28      | 3   | 7   | Rit3  | 8     | 7      | 8      | 21  | 42  | 9     | 4     | Rit    | 9      | 10     | 13     |        |        | 4   | 6   | 247   |
| 3    | Audi Sport Team Phoenix        | 99      | 4   | 5   | 11    | 5     | 6      | 11     | 4   | 11  | 4     | 3     | 9      | 7      | 8      | 2      | Rit    | 6      | 6   | 42  | 247   |
| 3    | Audi Sport Team Phoenix        | 19      |     |     |       |       |        |        |     |     |       |       |        |        |        |        | 14     | Rit    |     |     | 247   |
| 4    | BMW Team RMG                   | 11      | 11  | 10  | 4     | 3     | 5      | 9      | 14  | 8   | 3     | 9     | 3      | 5      | 15     | 8      | 10     | 8      | 11  | Rit | 215   |
| 4    | BMW Team RMG                   | 16      | 8   | 13  | 5     | 6     | 4      | 2      | 9   | 6   | 7     | 14    | 10     | 8      | 42     | 41     | 9      | 4      | Rit | 8   | 215   |
| 5    | BMW Team RBM                   | 25      | 6   | 11  | 9     | 7     | 8      | 12     | 13  | 9   | 6     | 10    | 4      | 12     | 9      | 14     | 12     | Rit    | 9   | 10  | 156   |
| 5    | BMW Team RBM                   | 31      | 15  | 6   | 2     | 15    | 9      | 10     | 7   | 1   | 8     | 6     | 8      | 4      | 6      | 102    | 13     | 7      | 10  | 9   | 156   |
| 6    | BMW Team RMR                   | 22      | 7   | 8   | 12    | 14    | 12     | 1      | 11  | 10  | 12    | 11    | 12     | 13     | 12     | 3      | 11     | Rit    | 12  | 16  | 113   |
| 6    | BMW Team RMR                   | 27      | 10  | 9   | 14    | 9     | 14     | 7      | 6   | 13  | 10    | 8     | 6      | 10     | 11     | 11     | 4      | Rit    | 53  | 7   | 113   |
| 7    | Audi Sport Team WRT            | 10      | 13  | Rit | 10    | 12    | 15     | 13     | 12  | 15  | 14    | 13    | 11     | 11     | 5      | 6      | 7      | 9      | Rit | 13  | 103   |
| 7    | Audi Sport Team WRT            | 13      | 12  | 12  | 15    | 11    | 13     | 15     | 15  | Rit | 15    | Rit   | Rit    | 14     | 13     | 5      | 5      | Rit    | Rit | 12  | 103   |
| 7    | Audi Sport Team WRT            | 62      | NP  | 15  | 6     | 10    | 11     | 14     | 8   | 7   | 11    | 15    | 72     | 6      | 7      | 7      | 32     | 101    | 11  | 14  | 103   |
| 8    | Orlen Team ART                 | 8       | 14  | 14  | 13    | 13    | 16     | 16     | 10  | 14  | 16    | 12    | 13     | Rit    | 14     | 12     | Rit    | 3      | 8   | 15  | 20    |
| Pos. | Scuderia                       | Vettura | SPA | SPA | LAU I | LAU I | LAU II | LAU II | ASS | ASS | NÜR I | NÜR I | NÜR II | NÜR II | ZOL II | ZOL II | ZOL II | ZOL II | HOC | HOC | Punti |